# سدیم دی‌تیوفسفات
سدیم دی‌تیوفسفات (به انگلیسی: Sodium dithiophosphate) با فرمول شیمیایی Na۳PS۲O۲ یک ترکیب شیمیایی است. که جرم مولی آن ۱۹۶٫۰۷۲ g/mol است.